# Koninklijke Militaire Kapel "Johan Willem Friso"
De Koninklijke Militaire Kapel "Johan Willem Friso" is een militaire muziekkapel met als standplaats Assen. Dit beroepsharmonieorkest is ontstaan op 1 januari 2005 na een reorganisatie van de militaire muziek, waarbij de vier tot dan toe bestaande orkesten binnen de Koninklijke Landmacht werden opgeheven. Een nieuw orkest werd opgericht en kreeg de naam Koninklijke Militaire Kapel "Johan Willem Friso" De voorlopers van de kapel waren de Koninklijke Militaire Kapel en de Johan Willem Friso Kapel. De huidige artistiek leider en dirigent is Frans-Aert Burghgraef.
Bij de reorganisatie in 2005 verloren achtenzestig beroepsmusici hun werk.

## Koninklijke Militaire Kapel
In 1829 bepaalde koning Willem I dat tot de staf van de toenmalige afdeling Grenadiers een muziekkorps zou behoren. Dat muziekkorps werd 7 juli 1829 opgericht als Stafmuziek van het Regiment Grenadiers en Jagers met 18 muzikanten en 10 kwekelingen. Daarmee werd de grondslag gelegd voor de Koninklijke Militaire Kapel. De eerste kapelmeester was François Dunkler sr., toen kapelmeester van de 11e Afdeling Infanterie, voordien vanaf 1816 kapelmeester bij het Regiment Lichte Dragonders No. 5. Volgens historicus F. de Bas heeft Dunkler sr. het bekende Turf in je ransel gecomponeerd. Na de oprichtingsdatum van de nieuwe kapel duurde het in feite nog tot november eer de formatie voltooid was. Het eerste openbare optreden vond plaats op 8 april 1830, ter gelegenheid van een parade bij de zesde verjaardag van prinses Sophie, dochter van de latere koning Willem II. Van deze datum dateert de band die er steeds was tussen het Koninklijk Huis en de kapel der Grenadiers.
Na zijn pensionering in 1849 werd Dunkler opgevolgd door zijn zoon François Dunkler jr., tot dan klarinettist bij de 11e Afdeling Infanterie. De periode waarin Dunkler jr. de leiding had was van grote betekenis, niet alleen voor het muziekkorps van de Grenadiers en Jagers, maar ook voor de gehele blaasmuziek-ontwikkeling. Hij wist met muzikale en organisatorische bekwaamheid deze ontwikkeling te stimuleren. Hij gaf veel concerten en componeerde en arrangeerde daarnaast, ook ten behoeve van de niet-militaire blaasorkesten. Het gevolg was dat het muziekkorps der Grenadiers en Jagers zich niet alleen periodiek liet horen in de provinciehoofdsteden, maar ook een uitnodiging kreeg voor het eerste concours voor militaire orkesten in Parijs 1867. Waar het een tweede prijs behaalde. Dunkler ontving er uit handen van keizerin Eugénie van Frankrijk het ridderkruis van het Legioen van Eer. Koning Willem III der Nederlanden achtte diens verdiensten als kapelmeester zo groot, dat hij Dunkler jr. in 1861 de persoonlijke titel 'Directeur van de Muziek' verleende.
In 1876 volgde de verlening van het predicaat Koninklijk aan het muziekkorps der Grenadiers en Jagers. De naam werd nu 'Koninklijke Militaire Kapel'.
Dunkler jr. werd opgevolgd door Johann Heinrich Völlmar, die reeds veertien jaar onderkapelmeester was geweest. Hij was solo-klarinettist en leraar aan de Koninklijke Muziekschool. Van zijn hand zijn meerdere marsen bewaard gebleven.
In 1888 werd Völlmar gepensioneerd en opgevolgd door Willem van der Linden, die niet in staat bleek het hoge peil van de Koninklijke Militaire Kapel te handhaven. Hij vertrok in 1896.
Na Van der Linden kwam Nicolaas Arie Bouwman, vanaf 1878 kapelmeester van de stafmuziek van het 3e Regiment Infanterie te Bergen op Zoom. Vanaf het ogenblik dat hij de leiding in handen had nam de muzikale betekenis van de Koninklijke Militaire Kapel weer toe. Met Bouwman maakte de kapel een concertreis naar Gent, België, ter gelegenheid van de wereldtentoonstelling van 1913. Een hoogtepunt in zijn carrière was de opdracht van koningin Wilhelmina in 1907 om twee liederen van Valerius voor harmonieorkest te bewerken. Ze waren bedoeld als geschenk voor de Duitse keizer. Veel muziekstukken van Bouwman en zijn voorgangers verloren gegaan, toen de Oranje-kazerne, het tehuis van de Grenadiers en Jagers in 's-Gravenhage, in 1919 afbrandde.
Na de pensionering van Bouwman in 1920 werd eerst kapelmeester Dionisius François Bandel en kort daarna de reserve-officier C.L. Walther Boer met de leiding van de K.M.K. belast. De laatste werd benoemd tot tijdelijk directeur nadat bij een vergelijkend examen voor kapelmeester gebleken was, dat hij de beste kandidaat was. In 1921 volgde zijn benoeming tot directeur. In 1938 promoveerde Walther Boer tot doctor in de muziekwetenschappen aan de universiteit van Utrecht met een proefschrift Chansonvormen op het einde der 15e eeuw, een unicum in de Nederlandse militaire muzikale wereld. Tijdens de directie van Walther Boer was de K.M.K. zoals gebruikelijk ook actief in het buitenland, door het geven van concerten, het deelnemen aan concoursen, en dergelijke.
De Koninklijke Militaire Kapel, met zijn directeur dr. Walther Boer, was present toen koningin Wilhelmina der Nederlanden in 1945 in haar residentie terugkeerde, al waren er maar een tiental leden die op het appel konden verschijnen.
Dr. C.L. Walther Boer werd op 10 oktober 1946 opgevolgd door Rocus van Yperen, die een keuze had moeten maken uit twee benoemingen; directeur van de nieuw opgerichte Marinierskapel van de Koninklijke Marine en directeur van de opnieuw geformeerde Koninklijke Militaire Kapel. Na de Tweede Wereldoorlog verplaatsten zich ook de zwaartepunten van het muziekmaken door een blaasorkest naar de concertzaal. Daarnaast ontwikkelde zich echte de naoorlogse taptoe en ontstond er hechte internationale contacten. Rocus van Yperen verwierf grote bekendheid door het grote aandeel, dat hij heeft gehad in het tot stand brengen van de jaarlijkse militaire taptoes. Van Yperen werd in 1963 benoemd als inspecteur der Militaire muziek. In verband daarmee werd met ingang van 1 januari 1964 Anne Posthumus, die voordien kapelmeester was geweest van de Limburgse Jagers en later van het Muziekkorps voor de Troepenmacht in Suriname (TRIS). Tot de onder zijn leiding naar buiten tredende activiteiten behoorden de geregeld in de open lucht gegeven lunchconcerten in 's-Gravenhage.
Posthumus werd op 1 maart 1978 opgevolgd door Jan van Ossenbruggen, die voordien kapelmeester was geweest van de Johan Willem Frisokapel te Assen. Van Ossenbruggen heeft vele langspeelplaten met authentieke werken van Nederlandse en buitenlandse componisten opgenomen en verwierf daarmee internationale bekendheid. Op 1 april 1986 volgde Pierre Kuijpers van Ossenbruggen op als eerste dirigent van de Koninklijke Militaire Kapel. Samen met de leden van de kapel bracht hij zijn inzet voor de evaluatie van de Symfonische Blaasmuziek op. Vele cd-opnamen met authentieke werken en bijzondere creaties van werken voor harmonieorkest van Nederlandse componisten heeft hij verzorgd. In 1996 werd Kuijpers opgevolgd door Pieter J.P.M. Jansen als chef-dirigent van de Koninklijke Militaire Kapel. Van mei 2001 tot en met januari 2002 was Alex Schillings chef-dirigent van de Koninklijke Militaire Kapel uit Den Haag.
Het orkest telde 56 beroepsmusici die naast de optredens op hoogtijdagen rond het Koninklijk Huis en bij belangrijke militaire gebeurtenissen verzorgden. De kapel onderhield ook nauwe contacten met de burgermaatschappij. Talrijke educatieve schoolconcerten, concerten in binnen- en buitenland optredens voor radio en televisie, liefdadigheidsconcerten en de maandelijkse lunchconcerten op de Groenmarkt te 's-Gravenhage zijn hier voorbeelden van. Tot de jaarlijkse terugkerende hoogtepunten behoorden zonder meer de Taptoe op het Binnenhof te 's-Gravenhage, Prinsjesdag en de Nationale Taptoe in Breda.

## Johan Willem Friso Kapel
De Johan Willem Friso Kapel is opgericht op 1 januari 1819. De Johan Willem Friso Kapel is de oudste van de beroepsharmonieorkesten in de Nederlandse Krijgsmacht. Op Koninklijk Besluit van 3 december 1818 werden met 1 januari 1819 17 stafmuziekkorpsen der afdelingen, later regimenten infanterie opgericht. Uit twee van deze muziekkorpsen is later het Stafmuziekkorps van de 1e Afdeling Infanterie ontstaan, in 1841 omgedoopt tot stafmuziekkorps van het 1e Regiment Infanterie.
In 1843 nam de toenmalige Minister van Oorlog het algemeen fataal geachte, maar zeker voor het muziekleven in Nederland ongelukkige besluit de muziekkorpsen bij de regimenten infanterie op te heffen, waarmede - behalve bij de Grenadiers - geen infanteriemuziek bestond. Deze periode duurde tot 1875 toen bij Koninklijk Besluit d.d. 25 januari 1875 besloten werd tot het wederom oprichten van muziekkorpsen bij de regimenten infanterie.
De eerste kapelmeester werd op 3 februari 1819 Jacques Nuyts. Hij overleed te Brussel op 16 oktober 1828. Nuyts werd reeds op 1 december 1828 opgevolgd door Th. J. Winter, voordien muzikant bij de 8e Afdeling Infanterie. Bij de opheffing, in 1830, van de sinds 1829 in Antwerpen gelegerde afdeling - de 1e afdeling werd gevoegd bij de 12e Afdeling - werd hij overgeplaatst naar de 12e Afdeling Infanterie en per 1 december 1830 gepaspoorteerd wegens expiratie van dienst. De 12e Afdeling Infanterie bracht immers een eigen kapelmeester mee, zodat er voor Winter geen functie was.
De 12e Afdeling Infanterie was gedeeltelijk Zuid- gedeeltelijk Noord-Nederlands. Als eerste kapelmeester werd per 1 april 1821 aangesteld M. Rösler, afkomstig vanuit Oostenrijk. Rösler werd op 16 augustus 1824 opgevolgd door G.A. Angelroth, afkomstig vanuit Duitsland, die deze functie tot 1831 bekleedde. Hij werd op 16 maart 1831 opgevolgd door Ch. H. O. Harndorff eveneens afkomstig uit Duitsland. Opvolger van Harndorff was Th. J. Winter, dezelfde Winter die in 1830 het veld moest ruimen voor Angelroth. In deze functie bleef hij, ook na de verplaatsing van de afdeling naar Groningen, tot de bovengenoemde opheffing van het muziekkorps.
Ook als het de afdeling naar Leeuwarden werd verplaatst, zo werd in 1875 het muziekkorps heropgericht en de kapelmeester was Johannes Franciscus Stoetz die al meerdere jaren een niet officieel muziekkorps leidde. Reeds in Leeuwarden werd Stoetz opgevolgd door Friedrich H.E. Bicknese (1863 – 1937). In 1895 werd het 1e Regiment Infanterie met het muziekkorps bij Koninklijk Besluit van Leeuwarden naar Assen verplaatst. Op 1 november 1895 werd het regiment met de staf en het muziekkorps feestelijk te Assen ingehaald.
Bicknese werd in 1923 opgevolgd door Simon Petrus van Leeuwen, daarvoor vanaf 1915 kapelmeester van de stafmuziek van het 2e Regiment Infanterie. Van Leeuwen componeerde veel, vooral marsen, en was een kundig en gevreesd dirigent. In 1939 werd van Leeuwen gepensioneerd en opgevolgd door kapelmeester A. A. Langeweg. In de Tweede Wereldoorlog zijn helaas alle partituren en arrangementen verloren gegaan. Een onherstelbaar verlies omdat vrijwel alle werken met de hand geschreven composities waren, die daarom niet te vervangen waren.
Kapelmeester Langeweg werd in 1948 opgevolgd door kapelmeester A. Kappert, die de kapel tot 1952 op uitstekende wijze leidde. Ook hij heeft vele en goede marsen op zijn naam staan.

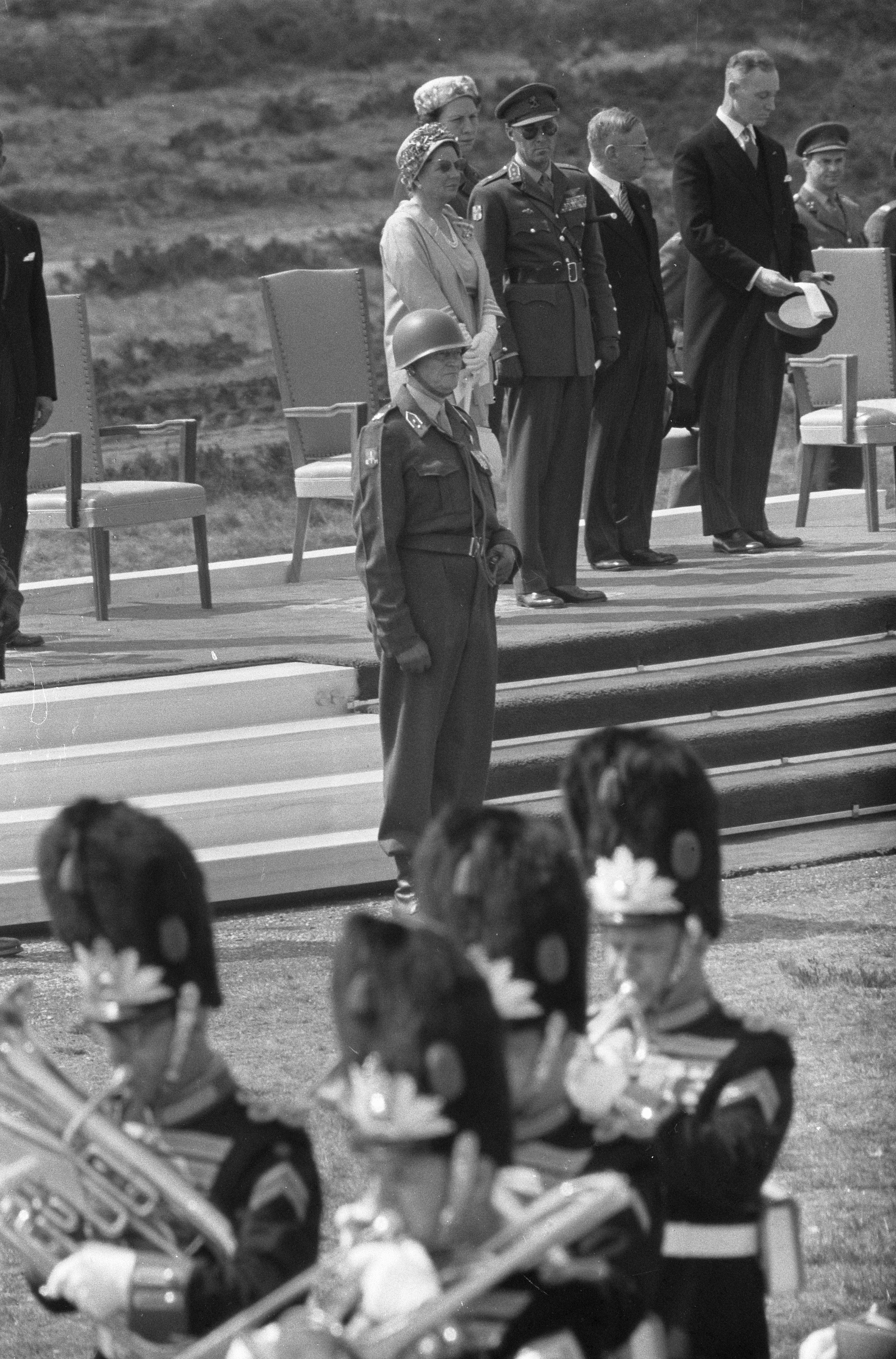
De Koninklijke Militaire Kapel tijdens een defilé op de Ginkelse Heide in 1960

Bij Koninklijk Besluit d.d. 1 juli 1950 No. 26 werd opgericht het Regiment Johan Willem Friso. Bij ministeriële beschikking van 20 april 1954 werd de naam Stafmuziek veranderd in Johan Willem Friso Kapel. Op 19 december 1952 werd de leiding in handen gelegd van Jean Pierre Laro. Onder zijn leiding verwierf de J.W.F.-Kapel zich een uitstekende naam zowel in het binnen- als in het buitenland. Regelmatig werd voor de radio gespeeld en talrijke grammofoonplaten werden gemaakt. In 1964 werd Laro opgevolgd door Peet van Bruggen, waarna de populariteit en kwaliteit verder toenam. De nadruk kwam muzikaal meer te liggen op originele blaasmuziek. Er zijn vele LP's opgenomen en de Johan Willem Friso kapel was veel te beluistern bij radioprogramma's, zowel live als met opgenomen (concours)muziek. Van Bruggen zou 1975 worden opgevolgd door toenmalig kapelmeester Jan van Ossenbruggen. In dat jaar vertrok deze echter om als directeur van een muziekschool te Hoorn te functioneren. Daarom werd van Bruggen opgevolgd door Pieter Cornelis van Uffelen die daarvoor de functie van kapelmeester van de Koninklijke Militaire Kapel vervulde. In 1979 werd Van Uffelen al weer opgevolgd door Gert Jansen, die in deze functie bleef tot 1995. Van 1995 tot en met 2001 was Alex Schillings chef-dirigent van de Johan Willem Friso Kapel. Tot de samenvoeging met de Koninklijke Militaire Kapel in 2005 heeft Arnold Span de functie van chef-dirigent waargenomen.
De Johan Willem Friso Kapel was een militair orkest en een groot deel van haar activiteiten vonden dan ook plaats binnen de krijgsmacht als muzikale omlijsting van bepaalde plechtigheden, oefeningen en evenementen. Echter ook voor de burgerij was de Johan Willem Friso Kapel actief door het verzorgen van concerten.

## Publicatie
- Rocus van Yperen: De Nederlandse Militaire Muziek. C.A.J. van Dishoeck, Bussum. 1966. 143 p.
- A.E.S. de Mol Moncourt: "De Johan Willem Friso Kapel". Asser Historische Reeks VII, ISBN 90-801924-2-2.
- A.E.S. de Mol Moncourt en H.M. Luning: "Welkom aan het garnizoen" 157 jaar militaire aanwezigheid in Assen. Regio-Project Uitgevers, ISBN 90-5028-116-8